# Westerland Föhr
Westerland Föhr (auch Westerlandföhr; Fering Waasterlun Feer, dänisch: Vesterland-Før) war ein Teil der Westerharde im Westen der Insel Föhr. 
Westerland Föhr, zu dem der südliche Teil von Nieblum, die Dörfer Goting, Borgsum, Witsum und das Kirchspiel St. Laurentii in Süderende gehörten, war zusammen mit Amrum bis 1864 Teil der königlichen Enklaven und dem Königreich Dänemark direkt unterstellt, während die Harde Osterland Föhr mit Wyk zum Herzogtum Schleswig gehörte. Drei Gemeinden auf Westerland Föhr, Goting, Utersum und Hedehusum, stimmten als einzige Gemeinden in Zone II bei der Volksabstimmung 1920 mehrheitlich für einen Wechsel nach Dänemark. Weil sie nicht direkt an der späteren Grenze lagen, blieben sie aber bei Deutschland.
1867 wurde das Amt Westerlandföhr eingerichtet, das bis 1970 bestand. 
Auf Westerland Föhr sprechen die meisten Einwohner den Föhrer Dialekt der nordfriesischen Sprache, Fering, während dieser Anteil auf Osterland Föhr viel niedriger ist.

## Historische Karten

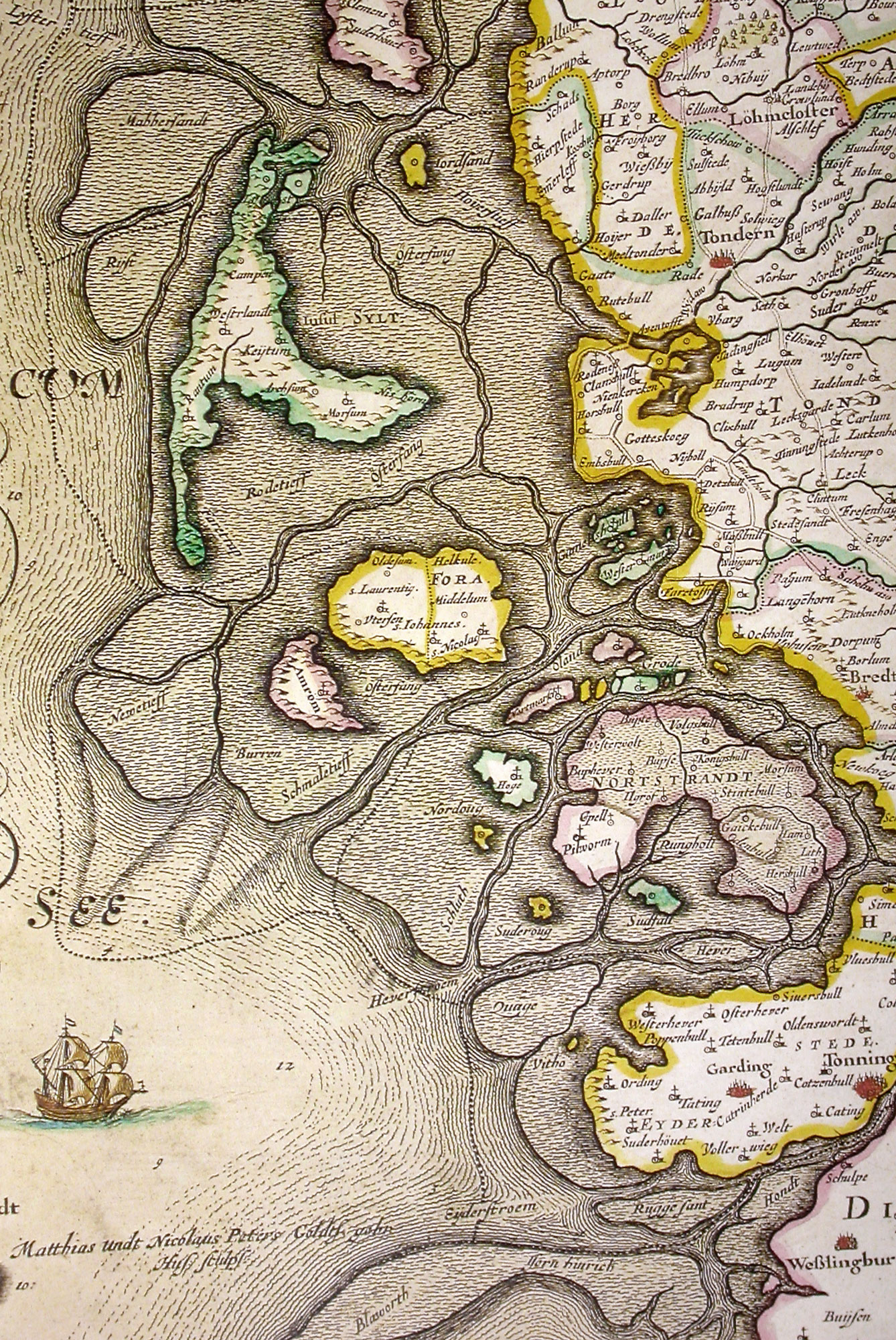
Die Karte von 1652 zeigt die durch Föhr verlaufende Grenze
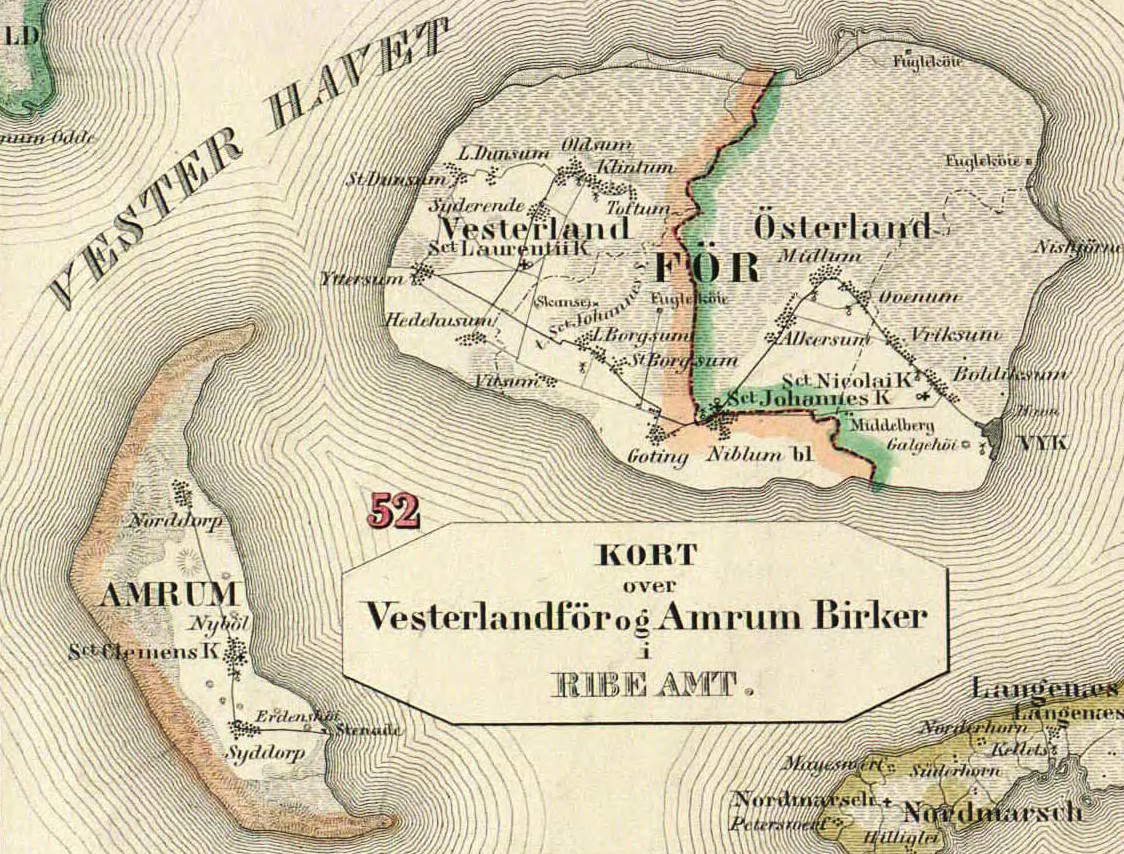
Dänische Karte aus dem 19. Jahrhundert zeigt den Grenzverlauf zwischen Oster- und Westerland Föhr
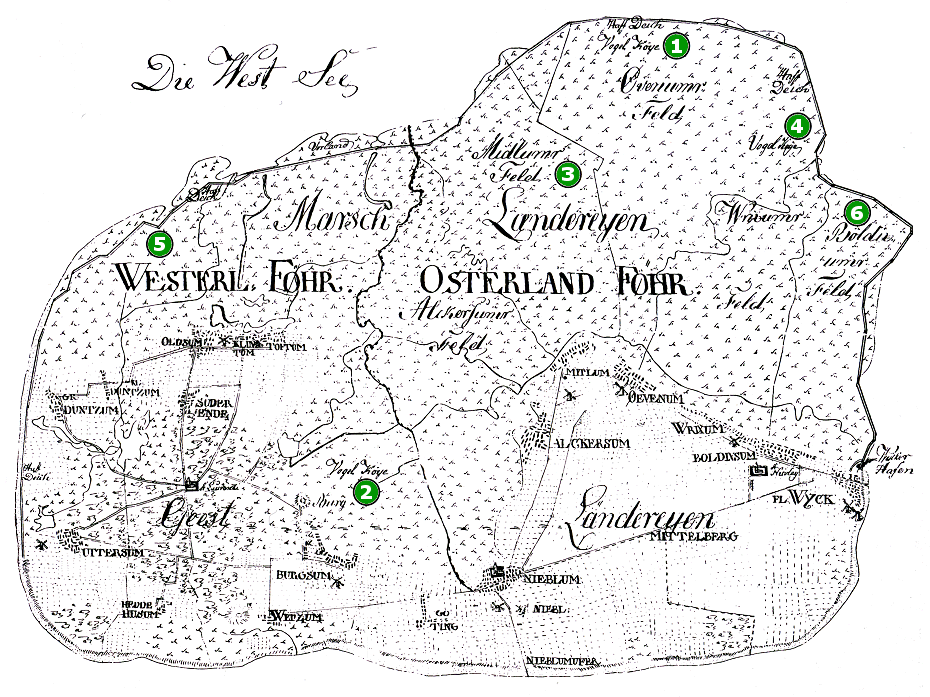
Historische Karte von Föhr mit Teilung der Insel (Stand: zwischen 1798 und 1862)
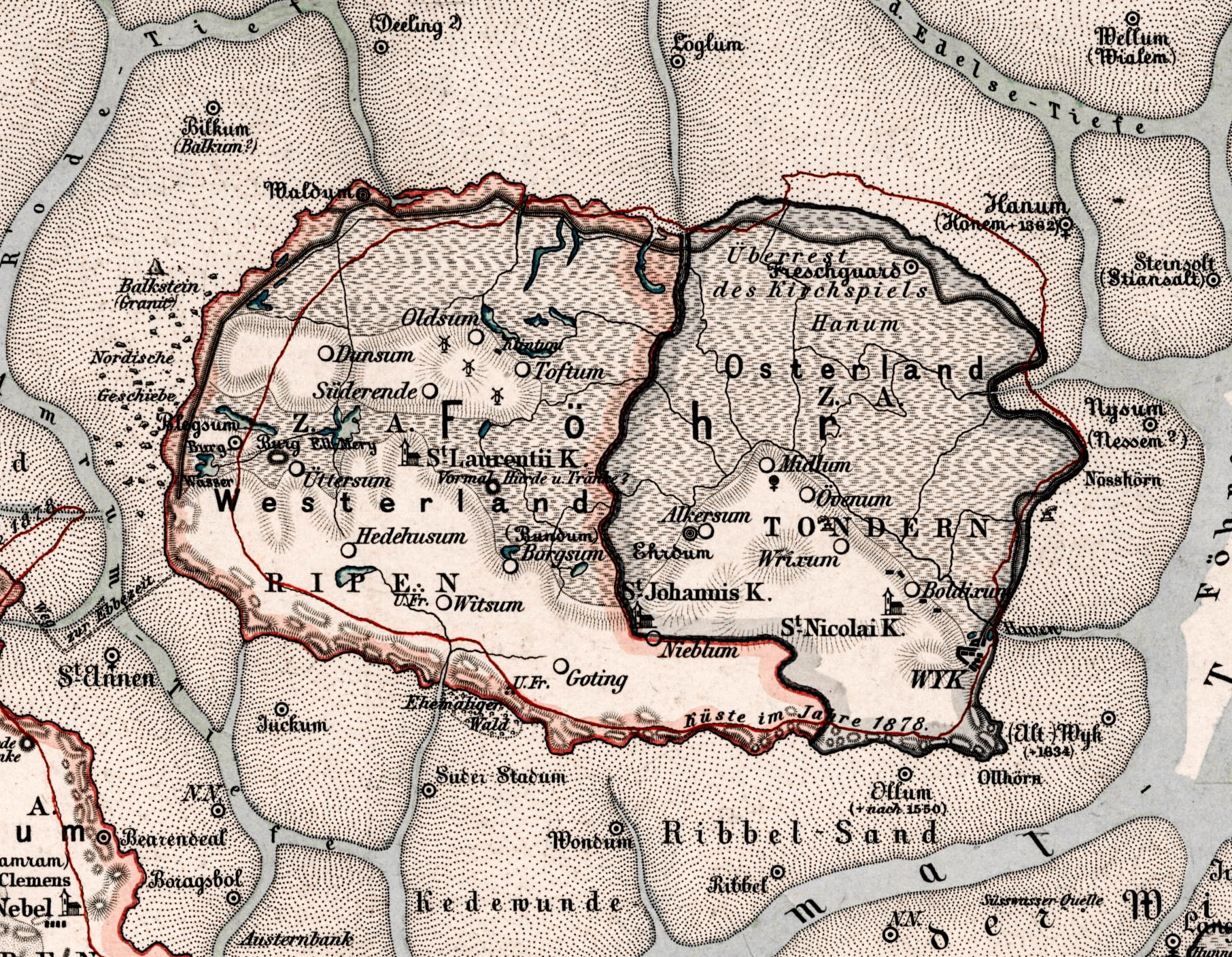
Kartenausschnitt von ca. 1643 bis 1648
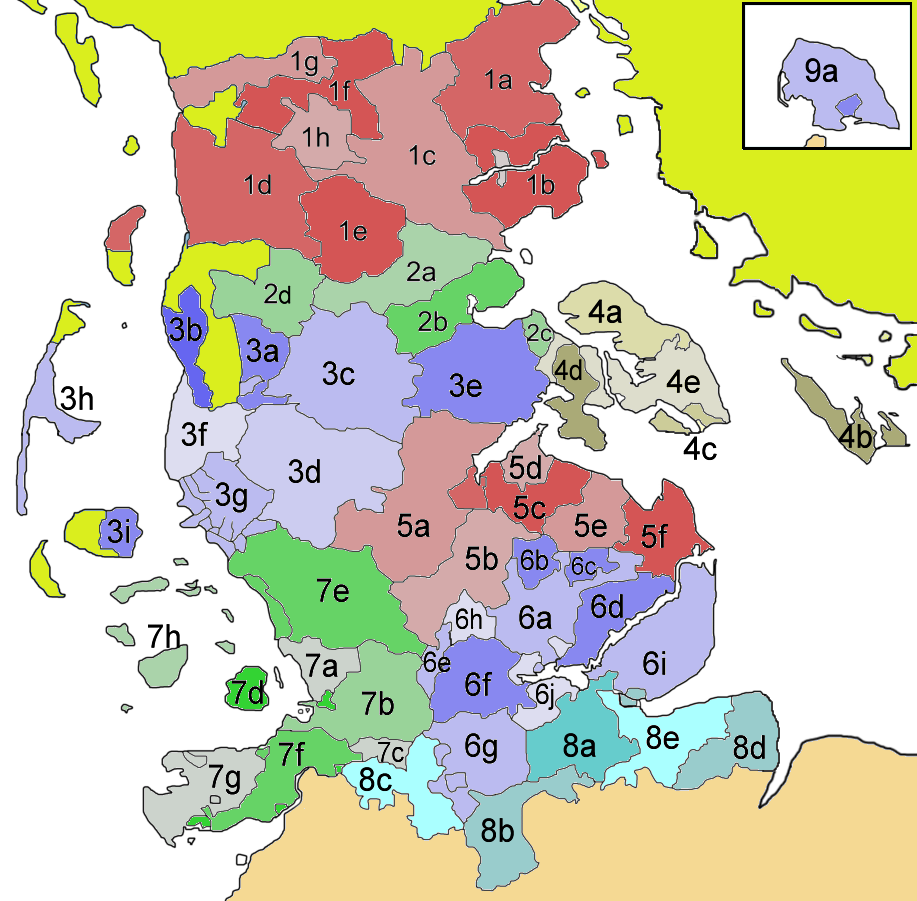
Hardengliederungskarte des Herzogtums Schleswig (Stand vor 1864)